# Joelson Ferreira
Joelson Ferreira (Itamaraju, 28 de agosto de 1961), também conhecido como Mestre Joelson, é uma liderança popular, que participou da fundação da Central Única dos Trabalhadores e da Teia dos Povos, da qual é um dos articuladores. Com formação em agroecologia, Joelson Ferreira defende a diversidade biológica através da preservação e disseminação de sementes crioulas entre povos quilombolas, indígenas, assentamentos e reservas extrativistas. Joelson promove os saberes tradicionais e formação fundamentada na defesa da terra, dos recursos hídricos e na promoção da soberania alimentar e autonomia financeira das comunidades.

## Carreira
Em 1980, com 19 anos, mudou-se para São Paulo, onde se envolveu na criação do PT e da CUT. Em 1986 voltou para a Bahia e se envolveu com o MST. Foi dirigente estadual e nacional do MST de 2004 à 2005. Crítico da orientação assumida pelo movimento, passou a defender uma unidade entre movimentos políticos, povos indígenas e quilombolas, e territórios. Em 2012 organizou a 1º Jornada de Agroecologia da Bahia, junto com os Tupinambá, Pataxós-hã-hã-hães, grupos quilombolas e movimentos campesinos. Desse encontro surge a Teia dos Povos, que defende a autonomia territorial, a soberania alimentar e hídrica e uma "Uma Grande Aliança Preta, Indígena e Popular".
Em 2021 publica, junto com Erahsto Felício, o livro 'Por Terra e Território: caminhos da revolução dos povos no Brasil', onde expõe sua experiência política na construção da Teia dos Povos, sua perspectiva política e a orientação estratégica da articulação.

## Biografia
Ferreira é morador do Assentamento Terra Vista (Arataca). Filho de José Oliveira Xavier e Maria de Lourdes Ferreira, cresceu na zona rural de Guaratinga, se mudando para São Paulo aos 19 anos.

## Livros e Artigos
(2021) Por Terra e Território: caminhos da revolução dos povos no Brasil; Teia dos Povos; 178 pp. ISBN 978-65-594-1088-0

## Prêmio
- (2021) Título de Notório Saber, pela UFMG (equivalente ao grau de Doutor, concedido por unanimidade dos votos).[9][10]